# Mauritiaanse blauwe duif
De Mauritiaanse blauwe duif (Alectroenas nitidissima) is een uitgestorven vogel uit de familie Columbidae (duiven).

## Verspreiding en leefgebied
Deze soort was endemisch op het Afrikaanse eiland Mauritius.